# Непокорённая полтавчанка
«Непокорённая полтавча́нка» (укр. Неско́рена полтавча́нка) — подпольная комсомольская молодёжная организация, действовавшая в Полтаве в годы Великой Отечественной войны.

## История существования
Ядро организации сформировалось в ноябре 1941 года. В состав организации входило 20 человек: 1 член партии, 5 комсомольцев и 14 беспартийных молодых людей. Руководителем организации считается пионервожатая полтавской средней школы №10 комсомолка Елена (Ляля) Константиновна Убийвовк.
Современные исследователи считают, что руководителем организации был советский офицер, корреспондент газеты «Красная Звезда» Сергей Сапиго, который бежал из фашистского плена. Доцент Полтавского национального педагогического университета, кандидат исторических наук Виктор Ревегук объясняет это следующим образом:

Сразу после освобождения Полтавы от фашистов руководство Полтавского обкома КП(б)У лидером молодёжной подпольной группы считало офицера Красной Армии Сергея Сапиго. Однако он же был военнопленным, а отношение коммунистического режима к этой категории людей всем хорошо известно. Поэтому его имя на роль руководителя антифашистской группы не подходило. Благодаря советской пропаганде и повести Олеся Гончара «Земля гудит» имя Ляли Убийвовк стало символом «непокорённых полтавчан» — олицетворением антифашистского движения сопротивления полтавчан. Сейчас, может быть, уже не так важно, кто бы руководителем молодёжной организации. Все они погибли, борясь с фашизмом.
Оригинальный текст (укр.)«Відразу після звільнення Полтави від фашистів керівництво Полтавського обкому КП(б)У лідером молодіжної підпільної групи вважало офіцера Червоної армії Сергія Сапіго. Але ж він був військовополоненим, а ставлення комуністичного режиму до цієї категорії людей усім добре відоме. Тому його ім’я на роль керівника антифашистської групи не підходило. Завдяки радянській пропаганді й повісті Олеся Гончара «Земля гуде» ім'я Лялі Убийвовк стало символом «нескорених полтавчан» — уособленням антифашистського руху опору полтавців. Зараз, мабуть, уже не так важливо, хто був керівником молодіжної організації. Усі вони загинули, борючись із фашизмом».

Со временем к «Непокорённой полтавчанке» присоединялись подпольные группы, которые действовали в Мачехах, Абазовке, Марьяновке, Шкурупиях. У организации было две радиостанции, при помощи которых принимались и распространялись среди населения заявления Совинформбюро. Кроме того, члены группы изготавливали и распространяли антифашистские листовки. Всего было распространено 2 тысячи экземпляров разных листовок. Группа патриотов также участвовала в освобождении советских военнопленных, сорвала несколько попыток отправления молодёжи в Германию и готовила диверсии.
Подпольная организация не имела радиосвязи с советским командованием. Для её установления на «Большую землю» послали Валентину Терентьеву. За три километра до линии фронта Терентьеву остановила румынская военная жандармерия. В ходе допроса девушка начала путаться в сведениях. Тогда румыны обыскали место задержания подпольщицы и обнаружили записку, написанную Сапиго для советского командования. После этого настаивать на своей легенде задержанная уже не могла. Так была раскрыта подпольная организация полтавчан.
6 мая 1942 года гестапо арестовало самых активных участников организации. После жестоких пыток 26 мая шестеро из них — Сергей Сапиго, Ляля Убийвовк, Сергей Ильевский, Борис Серга, Валентина Сорока и Леонид Пузанов были расстреляны за городским кладбищем в Полтаве. Остальных задержанных немцы отпустили.

## Увековечивание памяти
В 1965 году Ляля Убийвовк посмертно была удостоена звания Героя Советского Союза. В 1967 году в Полтаве был установлен памятник непокорённым полтавчанам. Советским патриотам Олесь Гончар посвятил свою повесть «Земля гудит», драматург Пётр Лубенский написал пьесу «Непокорённая полтавчанка».